# منی چارلتون
منی چارلتون (انگلیسی: Manny Charlton; ۲۵ ژوئیهٔ ۱۹۴۱ – ۵ ژوئیهٔ ۲۰۲۲) گیتارنواز اهل بریتانیا بود. وی بین سال‌های ۱۹۵۸ تا ۲۰۲۲ میلادی فعالیت می‌کرد.